# Język ten’edn
Język ten’edn, także: maniq, mos, tean-ean, ten’en, tonga, tonga-mos – język austroazjatycki używany w Tajlandii (prowincje Phatthalung, Trang, Satun, Songkhla) i Malezji. Należy do grupy języków aslijskich.
Liczba użytkowników: 365 (2007–2014). Nie wykształcił piśmiennictwa.